# Campionati del mondo di corsa campestre 2009
Il XXXVII Campionato mondiale di corsa campestre si è disputato ad Amman, in Giordania, il 28 marzo 2009 all'Al Bisharat Golf Course. Vi hanno preso parte 459 atleti in rappresentanza di 59 nazioni. Il titolo maschile è stato vinto da Gebre-egziabher Gebremariam mentre quello femminile da Florence Jebet Kiplagat.

## Nazioni partecipanti
Qui sotto sono elencate le nazioni che hanno partecipato a questi campionati (tra parentesi il numero degli atleti per ciascuna nazione):
- Algeria (14)
- Arabia Saudita (2)
- Argentina (2)
- Armenia (1)
- Australia (18)
- Azerbaigian (1)
- Bahrein (8)
- Belgio (1)
- Bielorussia (1)
- Botswana (4)
- Brasile (10)
- Burundi (7)
- Canada (21)
- Cina (6)
- Rep. Dominicana (1)
- Egitto (6)
- Eritrea (23)
- Etiopia (24)
- Finlandia (1)
- Francia (10)

- Georgia (2)
- Germania (1)
- Giappone (23)
- Giordania (18)
- Gran Bretagna (24)
- Grecia (1)
- Iraq (4)
- Irlanda (2)
- Italia (6)
- Kenya (24)
- Kirghizistan (1)
- Kuwait (4)
- Libia (4)
- Malawi (2)
- Marocco (24)
- Norvegia (1)
- Nuova Zelanda (2)
- Oman (1)
- Paesi Bassi (1)
- Palestina (2)

- Perù (1)
- Polonia (2)
- Portogallo (14)
- Qatar (6)
- Ruanda (8)
- Russia (7)
- Seychelles (1)
- Siria (2)
- Spagna (19)
- Stati Uniti (23)
- Sudafrica (23)
- Sudan (6)
- Tagikistan (2)
- Tanzania (6)
- Tunisia (10)
- Uganda (11)
- Venezuela (2)
- Yemen (5)
- Zambia (3)

## Risultati

### Individuale (uomini seniores)
| Pos. | Atleta                      | Nazione | Tempo (m's") |
| ---- | --------------------------- | ------- | ------------ |
|      | Gebre-egziabher Gebremariam | Etiopia | 35'02"       |
|      | Moses Kipsiro               | Uganda  | 35'04"       |
|      | Zersenay Tadese             | Eritrea | 35'04"       |
| 4    | Leonard Komon               | Kenya   | 35'05"       |
| 5    | Habtamu Fikadu              | Etiopia | 35'06"       |
| 6    | Mathew Kisorio              | Kenya   | 35'08"       |
| 7    | Mark Kiptoo                 | Kenya   | 35'11"       |
| 8    | Chakir Boujattaoui          | Marocco | 35'12"       |
| 9    | Teklemariam Medhin          | Eritrea | 35'14"       |
| 10   | Hunegnaw Mesfin             | Etiopia | 35'16"       |
| 11   | Moses Mosop                 | Kenya   | 35'17"       |
| 12   | Feyisa Lilesa               | Etiopia | 35'22"       |

### Squadre (uomini seniores)
| Leonard Patrick Komon    | 4    |
| Mathew Kisorio           | 6    |
| Mark Kosgey Kiptoo       | 7    |
| Moses Cheruiyot Mosop    | 11   |
| (Mangata Kimai Ndiwa)    | (14) |
| (Linus Kipwambok Chumba) | (25) |

| Gebre-egziabher Gebremariam | 1    |
| Habtamu Fikadu              | 5    |
| Hunegnaw Mesfin             | 10   |
| Feyisa Lilesa               | 12   |
| (Dino Sefir)                | (15) |
| (Tadese Tola)               | (17) |

| Zersenay Tadese    | 3    |
| Teklemariam Medhin | 9    |
| Samuel Tsegay      | 16   |
| Samson Kiflemariam | 22   |
| (Issak Sibhatu)    | (24) |
| (Kidane Tadese)    | (56) |

- Nota: gli atleti tra parentesi non hanno concorso al punteggio totale della squadra

### Individuale (uomini under 20)
| Pos. | Atleta                 | Nazione     | Tempo (m's") |
| ---- | ---------------------- | ----------- | ------------ |
|      | Ayele Abshero          | Etiopia     | 23'26"       |
|      | Titus Kipjumba Mbishei | Kenya       | 23'30"       |
|      | Moses Kibet            | Uganda      | 23'35"       |
| 4    | Paul Kipngetich Tanui  | Kenya       | 23'35"       |
| 5    | Japheth Kipyegon Korir | Kenya       | 23'36"       |
| 6    | Atalay Yirsaw          | Etiopia     | 23'38"       |
| 7    | Gashaw Biftu           | Etiopia     | 23'44"       |
| 8    | Debebe Woldsenbet      | Etiopia     | 23'52"       |
| 9    | John Kipkoech          | Kenya       | 24'00"       |
| 10   | John Kemboi Cheruiyot  | Kenya       | 24'08"       |
| 11   | German Fernandez       | Stati Uniti | 24'13"       |
| 12   | Dieudonné Nsengiyuma   | Burundi     | 24'16"       |

### Squadre (uomini under 20)
| Titus Kipjumba Mbishei    | 2    |
| Paul Kipngetich Tanui     | 4    |
| Japheth Kipyegon Korir    | 5    |
| John Kipkoech             | 9    |
| (John Kemboi Cheruiyot)   | (10) |
| (Charles Kibet Chepkurui) | (13) |

| Ayele Abshero     | 1    |
| Atalay Yirsaw     | 6    |
| Gashaw Biftu      | 7    |
| Debebe Woldsenbet | 8    |
| (Legese Lamiso)   | (16) |
| (Yetwale Kende)   | (32) |

| Goitom Kifle             | 14   |
| Mulue Andom              | 18   |
| Nassir Dawud             | 19   |
| Merhawi Tadesse          | 21   |
| (Gebrebrhan Tesfamariam) | (33) |
| (Abraham Tewelde)        | (34) |

- Nota: gli atleti tra parentesi non hanno concorso al punteggio totale della squadra

### Individuale (donne seniores)
| Pos. | Atleta             | Nazione     | Tempo (m's") |
| ---- | ------------------ | ----------- | ------------ |
|      | Florence Kiplagat  | Kenya       | 26'13"       |
|      | Linet Masai        | Kenya       | 26'16"       |
|      | Meselech Melkamu   | Etiopia     | 26'19"       |
| 4    | Lineth Chepkurui   | Kenya       | 26'23"       |
| 5    | Wude Ayalew        | Etiopia     | 26'23"       |
| 6    | Hilda Kibet        | Paesi Bassi | 26'43"       |
| 7    | Ann Karindi Mwangi | Kenya       | 26'49"       |
| 8    | Gelete Burka       | Etiopia     | 26'58"       |
| 9    | Maryam Yusuf Jamal | Bahrein     | 27'00"       |
| 10   | Ines Chenonge      | Kenya       | 27'00"       |
| 11   | Pauline Korikwiang | Kenya       | 27'03"       |
| 12   | Mamitu Daska       | Etiopia     | 27'04"       |

### Squadre (donne seniores)
| Florence Jebet Kiplagat       | 1    |
| Linet Chepkwemoi Masai        | 2    |
| Lineth Chepkurui              | 4    |
| Ann Karindi Mwangi            | 7    |
| (Iness Chepkesis Chenonge)    | (10) |
| (Pauline Chemning Korikwiang) | (11) |

| Meselech Melkamu  | 3    |
| Wude Ayalew       | 5    |
| Gelete Burka      | 8    |
| Mamitu Daska      | 12   |
| (Sentayehu Ejigu) | (14) |
| (Koren Jelela)    | (30) |

| Ana Dulce Félix   | 15    |
| Sara Moreira      | 16    |
| Ana Dias          | 19    |
| Anália Rosa       | 22    |
| (Elisabete Lopes) | (64)  |
| (Inês Monteiro)   | (DNF) |

- Nota: gli atleti tra parentesi non hanno concorso al punteggio totale della squadra

### Individuale (donne under 20)
| Pos. | Atleta                  | Nazione   | Tempo (m's") |
| ---- | ----------------------- | --------- | ------------ |
|      | Genzebe Dibaba          | Etiopia   | 20'14"       |
|      | Mercy Cherono           | Kenya     | 20'17"       |
|      | Jackline Chepngeno      | Kenya     | 20'27"       |
| 4    | Frehiwat Goshu          | Etiopia   | 20'34"       |
| 5    | Nelly Chebet Ngeiywo    | Kenya     | 20'36"       |
| 6    | Sule Utura              | Etiopia   | 20'38"       |
| 7    | Emebet Anteneh Mengistu | Etiopia   | 20'42"       |
| 8    | Hilda Chepkemoi Tanui   | Kenya     | 20'49"       |
| 9    | Meseret Mengistu        | Etiopia   | 20'52"       |
| 10   | Jackline Chebii         | Kenya     | 21'01"       |
| 11   | Emily Brichacek         | Australia | 21'02"       |
| 12   | Tsega Gelaw             | Etiopia   | 21'11"       |

### Squadre (donne under 20)
| Genzebe Dibaba          | 1    |
| Frehiwat Goshu          | 4    |
| Sule Utura              | 6    |
| Emebet Anteneh Mengistu | 7    |
| (Meseret Mengistu)      | (9)  |
| (Tsega Gelaw)           | (12) |

| Mercy Cherono            | 2    |
| Jackline Chepngeno       | 3    |
| Nelly Chebet Ngeiywo     | 5    |
| Hilda Chepkemoi Tanui    | 8    |
| (Jackline Chebii)        | (10) |
| (Delvine Relin Meringor) | (16) |

| Nanaka Izawa      | 17   |
| Erika Ikeda       | 18   |
| Asami Kato        | 20   |
| Aki Otagiri       | 21   |
| (Chitose Shibata) | (22) |
| (Emi Kameyama)    | (37) |

- Nota: gli atleti tra parentesi non hanno concorso al punteggio totale della squadra

## Medagliere
Legenda
     Paese ospitante
| Posizione | Paese      | Oro | Argento | Bronzo | Totale |
| --------- | ---------- | --- | ------- | ------ | ------ |
| 1         | Kenya      | 4   | 4       | 1      | 9      |
| 2         | Etiopia    | 4   | 3       | 1      | 8      |
| 3         | Uganda     | 0   | 1       | 1      | 2      |
| 4         | Eritrea    | 0   | 0       | 3      | 3      |
| 5         | Giappone   | 0   | 0       | 1      | 1      |
| 5         | Portogallo | 0   | 0       | 1      | 1      |
| Totale    | Totale     | 8   | 8       | 8      | 24     |